# Zeidler genannt Hofmann

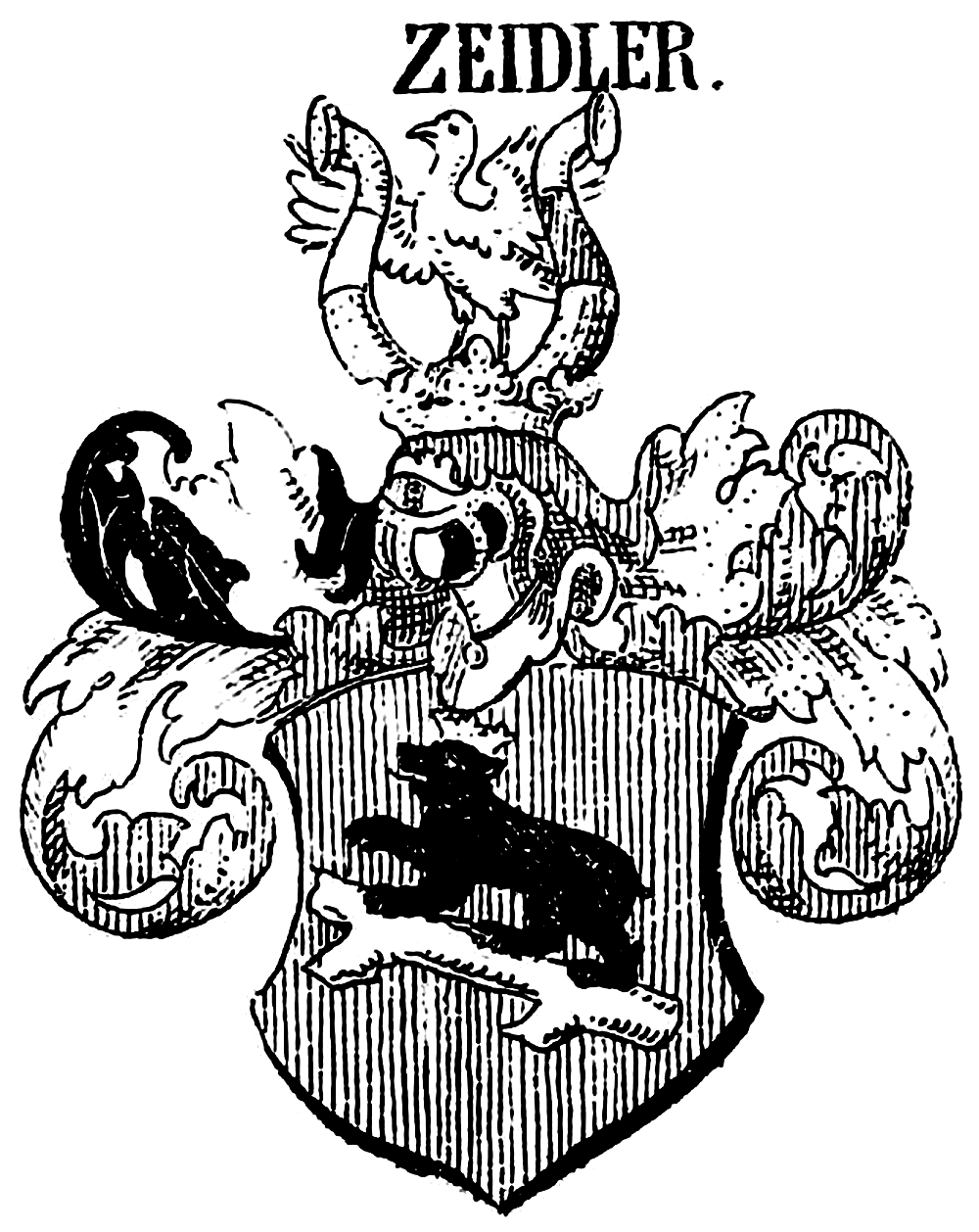
Wappen der Zeidler genannt Hofmann

Zeidler genannt Hofmann ist ein Adelsgeschlecht bürgerlicher Herkunft, welches seit dem Jahr 1603 den Namen Zeidler von Berbisdorf auf Boden und Dittmannsdorf genannt Hofmann führte und in Sachsen und Böhmen ansässig war.

## Herkunft
Die Stammfolge der Zeidler von Berbisdorf auf Boden und Dittmannsdorf genannt Hofmann beginnt mit den Handelsleuten Peter und Hans Zeidler, die im Jahre 1557 in der Stadt Kulmbach in Franken von ihrem Wohnhaus und ihrem Vermögen einen Taler Türkensteuer bezahlten.
Ihre Mutter schloss nach dem Tod des Vaters Peter Zeidler im Jahre 1530 eine zweite Ehe mit dem Handelsmann für Juwelen, Jakob Hofmann. Dessen Familienname wurde dem Familiennamen Zeidler hinzugefügt und zu Zeidler genannt Hofmann erweitert.
Peter Zeidler genannt Hofmann (* um 1525 in Kupferberg in Franken, † 26. Januar 1593 in Leipzig), sein jüngerer Bruder Hans Zeidler genannt Hofmann und ihr Halbbruder Jakob Hofmann gründeten in Nürnberg eine Handelsgesellschaft, welche die Hofhaltungen in Dresden, Berlin und Sankt Petersburg mit Goldwaren, Edelsteinen und Schmuckgegenständen belieferte und in Handelsbeziehungen zu dem Handelshaus der Tempelhoff in Berlin stand.
Peter Zeidler genannt Hofmann wurde nach dem Tod seines jüngeren Bruders Hans Zeidler (Czeidler) genannt Hofmann, Genannter des Größeren Rats der Stadt Nürnberg, im Jahre 1560 Bürger der Stadt Leipzig. Sein Epitaph in der Thomaskirche in Leipzig hat sich erhalten. Porträts von ihm wurden auf zwei Schaumünzen überliefert. Er heiratete im Jahre 1570 in Leipzig Anna Reiche (* 1544; † 30. Juli 1605), eine Tochter des Joachim Reiche (* nach 1511; † 4. April 1575 in Berlin). Joachim Reiche, aus der Patrizierfamilie der Ryke (hochdeutsch Reiche), der im Jahre 1554 das „Hohe Haus“, ein kurfürstliches Burglehen in der Klosterstraße in Berlin, gekauft und dem Kurfürsten von Brandenburg nach dem Jahr 1555 mehrere Darlehen gegeben hatte, war „Burg- und Freisess zum Berlin“ und wurde gemeinsam mit seinem Bruder Hieronymus Reiche mit Rosenfelde (später Berlin-Friedrichsfelde), mit Besitz in Rotzis (Rotberg) und Rangsdorf belehnt.

## Kauf des Rittergutes Berbisdorf bei Radeburg in Sachsen
Die vier Söhne des Ehepaares Peter und Anna Zeidler genannt Hofmann, Peter, Joachim, Johann (Hans) und Hennig Zeidler genannt Hofmann, kauften am 14. Mai 1600 Rittergut und Schloss Berbisdorf, das Gut Boden mit dem Dorf Dittmannsdorf, etwa 10 km östlich von Meißen an der Elbe, von Rudolf von Bünau dem Älteren auf Berbisdorf und Radeburg. Sie wurden am 5. Juli 1600 mit dem Besitz belehnt.

## Erhebung in den Adelstand
Nach dem Kauf des Rittergutes Berbisdorf, dem Gut Boden und dem Dorf Dittmannsdorf erhielten die vier Brüder Peter, Joachim, Johann und Hennig Zeidler genannt Hofmann am 15. Januar 1603 (Reichsakt Prag) den Adelstand mit dem Prädikat von Berbisdorf auf Boden und Dittmannsdorf mit Wappenbesserung, Rotwachsfreiheit und Lehensberechtigung.
Im Jahre 1605 stiftete Peter Zeidler von Berbisdorf auf Boden und Dittmannsdorf die Kirche in Großdittmannsdorf als Grablege seiner Familie und legte in dieser Kirche seine am 30. Juli 1605 verstorbene Mutter Anna Zeidler zu Grabe, deren Porträt auf einer Schaumünze aus dem Jahr 1571 erhalten ist. An Peter Zeidler von Berbisdorf auf Boden und Dittmannsdorf erinnert eine Porträt-Gedenktafel in der Kirche von Großdittmannsdorf.

## Wappen Zeidler von Berbisdorf auf Boden und Dittmannsdorf genannt Hofmann
Das Wappenbild zeigt in Rot einen schräg rechts liegenden, oben und unten je zweimal geästeten goldenen Baumstamm, den ein gekrönter schwarzer Bär hinaufklettert. Als Helmkleinod ist auf schwarz-goldener Sendelwulst zwischen zwei goldenen Hörnern, von denen das rechte schwarz, das linke rot durchzogen ist, auf einem silbernen Dreifels eine auffliegende weiße Taube abgebildet. Die Decken sind schwarz-golden und rot-golden.

## Veränderung der Schreibform des Familiennamens in Sachsen und Böhmen
Die Länge des Namens Zeidler von Berbisdorf auf Boden und Dittmannsdorf genannt Hofmann brachte es mit sich, dass er in den Schreibformen in Böhmen in tschechischer Sprache und der Rückübersetzung in die deutsche Sprache verkürzt und lautlich verändert wurde, vermutlich auch als Anpassung an die jeweilige politisch-religiöse Situation während des Dreißigjährigen Krieges.
Der Adelsname der Zeidler von Berbisdorf auf Boden und Dittmannsdorf genannt Hofmann lautet in Urkunden und Kirchenbüchern: von Zeidler, u Zeidleru, von Zeidlern, von Zeydlern, von Zeidlern genannt Hofmann, Czeidler von Czeidlern, Scheidlern von Scheidlern, Zeidler von Berbisdorf, vereinzelt auch von Berbisdorf. Letzteres führte zu Verwechslungen mit dem alten meißnischen Adelsgeschlecht von Berbisdorf, welches seinen Namen ebenfalls auf eine Ansässigkeit auf Schloss und Rittergut Berbisdorf bei Radeburg in Sachsen zu Beginn des 14. Jahrhunderts zurückführen soll und vor dem Dreißigjährigen Krieg zu den erfolgreichsten Bergwerksunternehmern des mittleren Erzgebirges zählte.

## Ansässigkeit auf Schloss Berbisdorf und auf Schloss Niemes
In den Jahren 1600 bis 1609 waren das Rittergut Berbisdorf, das Gut Boden und das Dorf Dittmannsdorf gemeinsames Eigentum der vier Brüder Peter, Joachim, Johann und Hennig Zeidler von Berbisdorf auf Boden und Dittmannsdorf genannt Hofmann. Im Jahr 1609 übertrugen die drei jüngeren Brüder ihre Anteile an ihren ältesten Bruder Peter, der vor dem Mai 1622 verstarb. Besitznachfolger auf Berbisdorf wurde sein Bruder Johann, mit welchem sich die gesicherte Stammlinie fortsetzte.
Johann (Hans) Zeidler von Berbisdorf auf Boden und Dittmannsdorf genannt Hofmann, geboren im Jahre 1578 in Leipzig, verstorben 1635 in Dresden, Doctor iuris utriusque der Universität Leipzig, kursächsischer Rat und Resident am kaiserlich österreichischen Hof in Wien und am königlich böhmischen Hof in Prag war dreimal verheiratet. Aus jeder dieser Ehen stammten Nachkommen.
- Die erste Ehe schloss er am 26. Oktober 1614 in Altranstädt mit Elisabeth Gerstenberger, eine im Jahre 1621 in Wien verstorbene Tochter des fürstlich sächsischen Kanzlers Dr. Marcus Gerstenberger (1553–1613). Der Sohn aus dieser Ehe, Ferdinand Christopf Zeidler von Zeidlern (Scheidler von Scheidlern) (* 1621; † 1686), war Landesunterkämmerer, königlicher Hauptmann der Prager Kleinseite und Eigentümer der Herrschaften Liboch, Ober-Berkowitz, Jeniowes, Weltrus, des Gutes Sukohrad in der Pfarrei Robitsch nördlich von Prag und Kosteletz und Chabrtic östlich von Prag.

- Die zweite Ehe schloss Johann Zeidler von Berbisdorf auf Boden und Dittmannsdorf mit Gertraud Nikolai, getauft im Jahre 1579 in Leipzig, verstorben im Jahre 1623. Sie war eine Tochter des Mathias Nicolai, Syndikus der Stadt Leipzig. Es war ihre zweite Ehe. Sie brachte als Mitgift in die Ehe mit Johann Zeidler von Berbisdorf ein Haus in Dresden in der Moritzstraße und 4500 Gulden Bargeld mit, das in eine Stiftung für das Gut Berbisdorf bei Radeburg in Sachsen eingebracht wurde. In ihrer ersten Ehe war sie verheiratet mit Dr. Johann Badehorn (* 1554, † 1610; Sohn von Leonhard Badehorn), kursächsischer Geheimrat und Domherr in Merseburg und Wurzen. Der Sohn ihrer zweiten Ehe, Ferdinand Christoph Zeidler von Zeidlern (von Scheidler, Zeidler u Zeidleru), war Professor an der Prager Karl-Ferdinands-Universität beim Heiligen Klement, in den Jahren 1680 und 1681 auch deren Rektor. Es ist unklar, ob er verheiratet war. Er hatte einen Sohn oder Neffen Franziskus von Scheidlern (Scheidler von Scheidlern), der 1710 in Prag Barbara Eusebia Myskowska (Myszkowski) ze Sebusina (Sebuzeyn) aus einem schlesisch-polnischen Adelsgeschlecht, heiratete. Aus dieser Verbindung gingen Polixena Eusebia und Johann Wenzel Zeidler von Berbisdorf (* 28. Oktober 1712 in Prag), der die nachweisbare Stammlinie fortsetzte, hervor.

- Die dritte Ehe schloss Johann Zeidler von Berbisdorf auf Boden und Dittmannsdorf mit Magdalena Röhling (* 1603, † 1649 in Niemes), einer Tochter aus der zweiten Ehe des Dr. Sigmund Röhling (1560–1617), im Jahre 1563 durch Kaiser Ferdinand I. in den erblichen Adelstand mit dem Prädikat von Hirschfeld erhoben.[3] Die Ehefrau der 2. Ehe des Sigmund Röhling, Christina Peifer (Pfeiffer), war eine Tochter des Dr. David Peifer (1530–1602), kurfürstlich sächsischer Kanzler und durch den Hofpfalzgrafen Kaspar Brusch gekrönter poeta laureatus, der zusammen mit seinen sechs Brüdern am 1. Mai 1570 (Prag, Erbländischer Akt) den Adelstand mit Wappenbesserung erhielt.

Johann Zeidler von Berbisdorf auf Boden und Dittmannsdorf genannt Hofmann (1578–1635) gab Kaiser Ferdinand II. von Habsburg im Jahre 1623 eine Anleihe von 32.650 rheinischen Gulden und erhielt von der Finanzverwaltung des Kaisers zur Sicherstellung dieser Summe auf 18 Jahre als Pfand die Herrschaft und das Schloss Niemes mit einer Burg auf dem Roll und die benachbarte Herrschaft Dewin (Děvín) mit der Burg Dewin in Nordböhmen. Dieser Großgrundbesitz Niemes und Dewin stammte aus der Enteignung des Johann Müllner von Mühlhausen, königlich böhmischer Hofkanzleisekretär, der sich zu Beginn des Dreißigjährigen Krieges am Zweiten Prager Fenstersturz am 8. November 1620 auf Seiten der evangelischen Standesherrn in Böhmen beteiligte.
Anstelle der Rückzahlung des Darlehens durch Kaiser Ferdinand II. von Habsburg erhielt Zeidler von Berbisdorf genannt Hofmann 1626 die Herrschaften Niemes und Dewin als Erbeigentum mit Eintragung in die Landtafel und das Inkolat in Böhmen. In Sachsen kaufte er im Jahre 1629 die Dörfer Würschnitz, Kleinnaundorf (heute beides Ortsteile von Thiendorf) und Neuendorf, die als Erblehen an Berbisdorf gebunden wurden.
Als das neutrale Kursachsen auf der Seite der evangelischen Schweden in den Dreißigjährigen Krieg eintrat und schwedische Truppen in Nordböhmen einfielen, Schloss Niemes 1628 plünderten und in Brand setzten, versuchte Johann Zeidler von Berbisdorf genannt Hofmann Vorräte an Getreide und Viehbestände aus den Gutsbetrieben in Niemes und Dewin nach dem Gut Berbisdorf in Sachsen zu bringen und wurde wegen dieses „Verrats“ von Kaiser Ferdinand II. von Habsburg der beiden Herrschaften enteignet, die an seinen Generalfeldmarschall Albrecht von Wallenstein Herzog zu Friedland und Mecklenburg übereignet wurden. Nach dessen Ermordung im Jahre 1634 in Eger in Westböhmen wurde ein Teil der Besitzungen konfisziert, darunter auch die kurz zuvor erworbenen Herrschaften Niemes und Dewin.
Magdalena Zeidler von Berbisdorf, Ehefrau der 3. Ehe und seit dem Jahr 1635 verwitwet, erhielt die Herrschaften Niemes und Dewin in Nordböhmen wieder zurück, nachdem sie zum römisch-katholischen Glauben konvertiert war. Sie vermied das Adelsprädikat von Berbisdorf und führte in Böhmen den Namen ihrer Herkunftsfamilie Röhling von Hirschberg. Sie konnte Niemes und Dewin bis zu ihrem Tod im Jahre 1649 halten und an ihren Sohn Johann Sigismund Zeidlern von Berbisdorf (* 31. August 1627 auf Schloss Niemes; † 11. Juli 1696 in Berbisdorf) und ihre Tochter Magdalena Zeidlern von Berbisdorf († 1703) vererben. Die Geschwister verkauften im Jahre 1651 die Herrschaften Niemes und Dewin an Johann Putz von Adlerthurn, kaiserlich österreichischer Kommissar für die Konfiskationen nach der Schlacht am Weißen Berg bei Prag, dann kgl. böhmischer Rentmeister und Hofkammerrat. Seine Nichte Maria Theresia Esther Putz von Adlerthurn, auf Schrattenthal in Niederösterreich († 1740), brachte Niemes und Dewin, durch den Architekten Octavio Broggio im Stil des Barock umgebaut, als Heiratsgut im Jahre 1705 in die Ehe ein mit Ludwig Graf von Hartig auf Wartenberg, Gießhübel und Neudeck († 1735). Im Eigentum der Nachkommen der Grafen von Hartig verblieb der Großgrundbesitz in Nordböhmen und das Schloss in Niemes vermutlich bis zum Jahre 1945, dem Ende des Zweiten Weltkriegs und kam danach zum Truppenübungsplatz Ralsko.
Sigmund Zeidler von Berbisdorf war Herr auf Berbisdorf, Grubnitz, Ragewitz bei Riesa in Sachsen, Boden bei Radeburg, Naundorf mit Würschnitz, mit welchem er 1651 belehnt wurde.
Im Jahre 1666 ließ er das Schloss in Berbisdorf zu einer Dreiflügelanlage mit einem Innenhof umbauen und die Kirche in Großdittmannsdorf, die Grablege der Familie, wieder in Stand setzen. Er war seit 1652 verheiratet mit Anna Margarethe von Starschedel, geboren 14. Februar 1636 in Gersdorf bei Roßwein, verstorben am 10. Dezember 1675 in Dresden.
Von den drei Kindern des Ehepaares, auf Schloss Berbisdorf geboren, verstarb der Sohn Carl Dietrich Zeidler von Berbisdorf im Jahre 1719, unverheiratet und kinderlos als königlich polnischer und kurfürstlich sächsischer Generalmajor, und vererbte seiner Schwester Johanna Sophie Zeidler von Berbisdorf, verehelichte von Trützschler seinen Grund- und Schlossbesitz, das waren seine Anteile an Schloss und Rittergut Berbisdorf und die Rittergüter Grubnitz und Ragewitz. Die ältere Schwester Johanna Elisabeth Zeidler von Berbisdorf, bei seinem Tod im Jahre 1719 bereits verstorben, hatte als Mitgift die Erblehngüter Boden und Naundorf mit dem Dorf Würschnitz in die Ehe mit Hofkammerrat Adam Friedrich Freiherr von Dölau eingebracht. Die jüngere Schwester Johanna Sophia Zeidler von Berbisdorf (* 22. März 1664; † 9. Juni 1729) war seit dem Jahr 1680 verheiratet mit Hans Heinrich von Trützschler, geboren am 21. Februar 1658 in Falkenstein, verstorben am 7. April 1734 in Dresden, im Jahre 1699 königlich polnischer und bis 1734 kurfürstlich sächsischer Geheimrat. Im Jahre 1719 kaufte er von seiner Frau Johanna Sophia, geborene Zeidler von Berbisdorf, der letzten dieses Namens auf Berbisdorf, deren Anteile an dem Rittergut Berbisdorf bei Radeburg in Sachsen. Ihr Epitaph in der Kirche von Bloßwitz (heute zu Stauchitz) hat sich erhalten.

## Familien in Böhmen
Ferdinand Christopf Zeidler von Zeidlern (Scheidler von Scheidlern) (* 1621; † 27. November 1686 in Prag), der Sohn aus der ersten Ehe des Johann Zeidler von Berbisdorf (1578–1635) mit Elisabeth Gerstenberger, heiratete in Prag im Jahre 1656
Maria Theresia Losy von Losinthal, eine Tochter des Jan Anton Losy von Losinthal (1600–1682), der 1647 den böhmischen Adelstand mit dem Prädikat von Losinthal erhielt, im Jahre 1644 die Herrschaft Tachau an der Mies mit Winternitz, Stecken, Rzepitz und Stienitz (Czehnicz) in Westböhmen kaufte und im Jahre 1655 die böhmische Bestätigung der Reichsgrafenwürde als Graf von Losinthal erreichte.
Das Ehepaar Zeidler von Zeidlern und Maria Theresia Gräfin Losy von Losinthal zählte zu den wohlhabendsten Schloss- und Großgrundbesitzers in Böhmen in der Zeit nach dem Dreißigjährigen Krieg und versorgte ihre sechs Töchter mit beachtlichem Heiratsgut. Eine weitere Tochter Barbara (* 10. Februar 1671; † 1681) war mit 10 Jahren verstorben. Der Zeidlersche Besitz verteilte sich auf:
1. Rosalia Eusebia von Scheidlern (* 6. November 1657), die Nikolaus Franz von Klebelsberg (* 1656; † 2. Dezember 1723) heiratete. Die Nachkommen waren unter anderem auf Schloss Trieblitz bei Leitmeritz an der Elbe ansässig und Eigentümer des Klebelsbergschen Hauses in Marienbad in Westböhmen.
2. Maria Theresia Scheidler von Scheidlern (* 7. September 1658 in Prag; † 6. April 1709 auf Schloss Veltrusy), welche die Grundherrschaft Veltrusy (Weltrus) sowie Schloss und Herrschaft Jeniowes (Jevineves) bei Melnik an der Elbe als Heiratsgut einbrachte, als sie in Prag Wenzel Anton Chotek von Chotkowa und Wognin heiratete. Die Chotek, aus einem böhmischen Uradelsgeschlecht stammend, brachten diesen Großgrundbesitz in ein Familienfideikommiss ein und erreichten im Jahre 1723 den Aufstieg in den böhmischen Grafenstand. Das Ehepaar Maria Theresia Scheidler von Scheidlern und Wenzel Anton Chotek von Chotkowa und Wognin sind die Alteltern der Sophie Gräfin Chotek von Chotkowa und Wognin (* 1. März 1868 in Stuttgart; † 28. Juni 1914 in Sarajewo), die als Sophie Fürstin von Hohenberg an der Seite ihres Ehemannes, dem österreich-ungarischen Thronfolger Franz Ferdinand von Österreich-Este, beim Attentat von Sarajevo, welches den Ersten Weltkrieg auslöste, starb.
3. Polixena Eusebia Scheidler von Scheidlern (* 1663; † 17. Mai 1717 auf Brodetz, Kreis Laun in Böhmen), in erster Ehe verheiratet mit Johann Franz Wenzel Czabelitzky von Sauticz, aus einem böhmischen Uradelsgeschlecht, kaiserlich-königlicher Kämmerer und ansässig auf Kundratitz und Werschowitz bei Prag und in zweiter Ehe mit Theodor Wolfgang Hartmann von Klarstein († 1. November 1690), Kreishauptmann des Bunzlauer Kreises in Böhmen, aus einem sächsischen Geschlecht Hartmann, welches zu Beginn des Dreißigjährigen Krieges im Kriegsdienst nach Böhmen gekommen war. Durch die Heirat mit der Erbtochter des Matthias Arnoldin von Clarstein bildete sich das Adelsprädikat Hartmann von Klarstein. Die Familie wurde auf Brodetz und Benatek bei Jungbunzlau in Nordböhmen ansässig, Besitzungen, die Kaspar Cappleri de Sulewicz als Mitglied des evangelischen Herrenstandes in Böhmen nach der Schlacht am Weißen Berg bei Prag 1620 enteignet worden waren und der zum Tode verurteilt und hingerichtet wurde.
4. Antonia Eusebia von Zeidlern (Czeidlerova), brachte als Heiratsgut Herrschaft und Schloss Liboch (Libechov) bei Melnik an der Elbe in die Ehe ein, als sie im Jahre 1700 Johann Joachim Pachta Freiherr von Reyhofen (* 1676; † 26. Dezember 1742) heiratete. Er kaufte 1716 Schloss Neu-Falkenberg bei Deutsch-Gabel in Nordböhmen und errichtete in der Domkirche von Deutsch-Gabel eine Familiengruft. Er ist ein Sohn des Daniel Norbert Pachta von Rajowa. Das Ehepaar wurde die Stammeltern des jüngeren gräflichen Hauses Pachta.
5. Polixana Elisabeth Czeidler von Czeidlern (* 25. Februar 1672 in Prag; † 11. Juli 1760 in Horka an der Iser (tschechisch: Horky nad Jizerou)). Ihr Ehemann wurde Wenzel Mathias Desfours, aus einem Geschlecht in Lothringen, das mit Generalfeldmarschall Louis Desfours du Mont et Atheinville in Kriegsdiensten nach Böhmen gekommen war und Herrschaftsbesitz in Nordböhmen erworben hatte, unter anderem Groß-Rohosetz und Morgenstern, aus dem Besitz des 1621 hingerichteten Kaspar Cappleri de Sulewicz und aus dem Besitz des Generalfeldmarschall Albrecht von Wallenstein Herzog zu Friedland und Mecklenburg nach dessen Ermordung in Eger im Jahre 1634.
6. Josefa Eusebia Scheidler von Scheidlern heiratete Hubert von Hartig, aus bürgerlichem Geschlecht in Hörnitz und Zittau in Sachsen, Burggraf des Kreises Königgrätz in Ostböhmen und ansässig auf Biesskowicz. Er war ein Sohn des Anton Esias von Hartig († 5. Juli 1759), kaiserlich habsburgischer Geheimer Rat und Reichshofratsvizepräsident, auf Schloss und Herrschaft Ungarschitz in Südmähren, und seiner Ehefrau Anna Katharina Walderode von Eckhausen.

Johann Wenzel Zeidler von Zeidlern (* 28. Oktober 1712; † 3. März 1772), ein Nachkomme der 2. Ehe des Johann Zeidler von Berbisdorf mit Gertraud Nikolai, war Miteigentümer der Herrschaft Brodetz bei Laun und eines Palais „Am Graben“ in der Prager Neustadt. Er heiratete in Prag Louise Buquoi de Longueval (* um 1727, † nach 1767 in Werschowitz bei Prag). Sie war eine Tochter des Franz August Buquoi de Longueval, verstorben in Werschowitz bei Prag, kaiserlich königlicher Kämmerer in Prag und ansässig auf Werschowitz, Rosenberg, Zartlesdorf und Nusle. Er stammte aus einem alten französischen Adelsgeschlecht, das mit Charles Bonaventure de Longueval, Comte de Bucquoy, (1571–1621) im Kriegsdienst nach Böhmen kam. Als Feldmarschall des katholisch-habsburgischen Heeres sicherte er durch den Sieg in der Schlacht am Weißen Berg bei Prag am 8. November 1620 die Vormachtstellung des österreichischen Kaisers Ferdinand II. von Habsburg in Böhmen und erhielt zur Belohnung und Ansporn für weitere Leistungen den Großteil des umfangreichen, enteigneten Großgrund- und Schlossbesitzes des Adam von Schwanberg (z Sswamberka), Angehöriger eines Uradelsgeschlechts, der nach dem Sieg der katholischen Liga am Weißen Berg bei Prag aufgrund seines jungen Alters mit dem Leben davonkam und bis zu seinem Tod weitgehend von Zuwendungen abhängig war.
Das Ehepaar Johann Wenzel Zeidler von Zeidlern (1712–1772) und Louise Buquoi de Longueval (* um 1727; † nach 1767) hatte den Sohn:
Laurenz Zeidler von Berbisdorf (* 1767 in Prag; † 19. Februar 1832 in Strischkau, Pfarrei Okroulitz) erhielt als Landesadvokat in Prag, rechtlich gesichert, das alte Adelsprädikat von Berbisdorf zurück. Eigentümer eines Palais „Am Graben“ in Prag und der Wohnhäuser Prager Neustadt Nr. 924 und 841 (Hybernergasse Nr. 8). Im Jahre 1809 kaufte er das Allodialgut Strischkau, Pfarrei Okroulitz, Kreis Beneschau (Benešov) bei Prag von Heinrich Franz von Rottenhan, Oberstburggraf in Prag und Justizminister. Am 14. September 1799 heiratete Laurenz Zeidler von Berbisdorf in Schleb in Ostböhmen Wilhelmine Kodre († 24. November 1843 in Werschowitz), eine Tochter des Josef Philipp Koderle († nach dem 14. Februar 1813), Herrschaftsdirektor der Fürst Auersbergschen Herrschaft Schleb. Mit den sechs Kindern des Ehepaares Laurenz Zeidler von Berbisdorf und Wilhelmine Kodre endet die gesicherte Stammfolge der Zeidler von Berbisdorf auf Boden und Dittmannsdorf genannt Hofmann.
Ihre Kinder sind:
1. Gabriela Filipina Zeidler von Berbisdorf (* 22. August 1804 in Prag; † um 1870 in Strischkau bei Beneschau), die als 14-Jährige mit Bewilligung des zuständigen Kreisamtes in der Kirche St. Heinrich und Kunigunde am 26. August 1818 Johann Karl Baptist Czapek (* 24. Juni 1793 in Kuttenberg in Ostböhmen) die Ehe geschlossen hatte. Von den zehn Kindern dieses Ehepaares heiratete die Tochter Maria Ludmilla Gabriela Czapek (* 3. Januar 1830 in Krinetz in Böhmen; † um 1900 in Raudautz in der Bukowina, damals ein Kronland der österreich-ungarischen Monarchie) in Heinrichsgrün, Bezirk Graslitz in Westböhmen, Kajetan Ludwig Leopold Ebenhöch (* 1821 in Petersdorf bei Deutsch-Gabel in Nordböhmen), Absolvent des polytechnischen Institutes in Prag.[5]
2. Rosalia Amalia Zeidler von Berbisdorf (* 2. Juli 1806 in Prag; † 9. März 1877 in Wien), die auf Gut Strischkau bei Beneschau am 15. Juni 1829 Ignaz Josef Chimani (* 23. März 1800 in Wien; † 23. Mai 1854 in Krems in Österreich), Oberlandesgerichtsrat und Staatsanwalt, geheiratet hatte, deren Sohn Dr. med. Otto Franz Chimani, Generalstabsarzt, am 12. Januar 1870 in Wien Johanna Franziska von Hacker, Tochter des Franz Ritter von Hacker, Oberlandesgerichtsrat, und seiner Ehefrau Karoline Winkler von Forazest ehelichte.[6]
3. Prokop Wilhelm Zeidler von Berbisdorf (* 1. Oktober 1808 in Prag, Pfarrei St. Heinrich).
4. Maria Wilhelmine Josepha Zeidler von Berbisdorf (* 14. Februar 1813 auf Gut Strischkau, Pfarrei Beneschau).
5. Wilhelmine Rosalia Zeidler von Berbisdorf (* 11. April 1816 auf Gut Strischkau, Pfarrei Beneschau).
6. Adolf Johann Zeidler von Berbisdorf (* 4. August 1817 auf Gut Strischkau).

In Postupitz bei Beneschau hatte die Familie Zeidler von Berbisdorf eine Familiengruft, die im Jahre 1950 noch erhalten gewesen sein soll.